# Клотильда де Сюрвиль
Клотильда де Сюрвиль, урождённая Маргарита-Элеонора Клотильда де Валлон-Шалис (фр. Clotilde de Surville, Marguerite-Éléonore Clotilde de Vallon-Chalys; ок. 1405—1498) — предполагаемый автор «Стихов Клотильды». Впоследствии её произведения, опубликованные лишь в XIX веке, оказались подделкой.

## Легенда
Маргарита-Элеонора Клотильда де Валлон-Шалис, дама де Сюрвиль, родилась в начале XV века в Валлоне. В 1421 году она вышла замуж за Беранже де Сюрвиля, убитого при осаде Орлеана в 1428 году. Борьба мужа на войне вдохновила поэтессу на написание героических стихов, а его смерть — на элегию. Последнее из ею написанных стихотворений — королевское песнопение, адресованное Карлу VIII.

## Происхождение
В 1803 году Шарль де Вандербур опубликовал под названием «Стихотворения Клотильды» около сорока стихотворений о любви и войне. История, приведенная во введении к открытию рукописи, была, очевидно, вымыслом, из-за чего большинство авторитетов сочли эти стихи подделками. Более того, они содержали множество анахронизмов и были написаны в соответствии с современными законами просодии. Рукопись находилась во владении Жана Франсуа Мари, маркиза де Сюрвиль, эмигранта, который вернулся во Францию в 1798 году с целью поднять восстание в Провансе. Он расплатился за это своей жизнью.
В 1863 году Антонен Масе провел дальнейшее расследование и обнаружил письма Вандербура к вдове Сюрвиля. Эта переписка проясняет то, что Вандербур не совершал подлога и полагал, что стихи датируются XV веком, а имеющиеся анахронизмы содержания и формы возникли в ходе редактуры Сюрвиля. Исследования Масе заинтересовали местных антикваров, и документальные свидетельства показали, что женой Беранже де Сюрвиля была Маргарита Шалис, а не Клотильда, и что брак датирован только 1428 годом. Кроме того, Беранже, чья смерть при осаде Орлеана была одним из главных мотивов книги, жил ещё в течение двадцати лет после этой даты. Друзья господина де Сюрвиля также рассказали о том, что маркиз писал архаизированные стихи для лозаннского журнала.